# Бервальд, Франц
Франц Бе́рвальд (Franz Adolf Berwald; 23 июля 1796, Стокгольм, — 3 апреля 1868, там же) — шведский композитор.

## Биография
Франц Адольф Бервальд родился 23 июля 1796 года в Стокгольме. Его отец Кристиан Фридрих Георг Бервальд (1740—1825) — скрипач, из династии музыкантов, многие из которой были выдающимися музыкантами и композиторами своего времени, который получил образование в Берлине (в 1760-х гг.) и был придворным скрипачом короля Пруссии Фридриха Великого, в 1772 году переехал в Стокгольм, назначен на должность скрипача в Королевской придворной капелле, был великолепным педагогом, а также основал в Швеции музыкальную библиотеку. Мать Франца Бервальда — Брита Агнета Брюно.
Образование Францу Бервальду дал его отец: с 5 лет он обучался у него игре на скрипке, более того отец его забрал из школы и обучал также другим предметам. С 1810 Франц Бервальд брал уроки у Жана-Батиста-Эдуарда Дю Пюи (1770—1822) и в 1812 он уже был в должности первого скрипача Королевской придворной капеллы. В 1819—1820 он начал публиковать свои сочинения и статьи в музыкальных журналах («Musikalisk journal», «Journal de Musique»). Через пару лет он как свободный художник отправился на гастроли со своим братом Кристианом Августом, затем вернулся в Стокгольм и с 1824 по 1828 год был альтистом Королевской придворной капеллы, где познакомился с самыми известными операми своего времени. Первую оперу «Густав Васа» Бервальд написал в 1828 году, после чего совершил ряд поездок в Россию, Германию, Австрию, Норвегию и Финляндию в поисках новых впечатлений и творческого вдохновения.
Франц Бервальд сам впоследствии весьма критически относился к своим ранним работам и многие из них были уничтожены. В конце 1810-х некоторые из его сочинений впервые привлекли внимание и он считался перспективным талантливым композитором и при поддержке различных грантов, в том числе от кронпринца Оскара (впоследствии король Оскар I) он отправился в 1829 году в Берлин, где вступил в контакт с Феликсом Мендельсоном.
Музыкальная деятельность практически не приносила ему дохода, интерес к нему и его творчеству стал падать и ему пришлось обеспечивать себя другим способом. В Германии он ознакомился с современной ортопедией и открыл собственную клинику в Берлине, которая была бесплатной также для бедных. Он был новатором, его клиника была первой компанией, которая использовала различные механические приспособления, которые он придумал сам. Так он стал ортопедом, который имел значительный успех. В 1835 году он основал частный ортопедический институт. Несмотря на прогресс в ортопедии, он был музыкантом и он хотел им быть, поэтому в 1841 году он переехал для этого в Вену. Там была завершена опера «Эстрелла Сорийская» (1841), 1-я симфония («Серьёзная») и 2-я симфония («Капризная»), симфонические картины (швед. tonmålningar) «Игры эльфов» (1841) и «Воспоминание о норвежских горах» (1842). Сочинения были замечены, но не принесли дохода. Бервальд был вынужден вернуться на родину, которая приняла его с равнодушием. Опера «Эстрелла» не ставилась в Стокгольмской опере до 1862, а премьеры двух оперетт и вовсе провалились, несмотря на всемирно известных исполнителей главных ролей. В 1841 году Бервальд женился на немке Розине Шерер, которая родила ему сына, Яльмара Бервальда (отец пианистки Астрид Бервальд). В 1846—1849 годы Бервальд вновь решил попытать счастья за рубежом (в Париже, Вене и Зальцбурге). В 1847 году в Зальцбурге он был избран почетным членом Моцартеумa. Его музыка была встречена с бо́льшим пониманием за рубежом, чем в Швеции, но, к сожалению, и это не дало ему возможности зарабатывать на жизнь как свободному музыканту. Он снова вернулся в Швецию.
Напрасны были попытки устроиться музыкантом. Его кузен, который (до своей отставки в 1849) занимал должность капельмейстера придворного оркестра (Королевской придворной капеллы), не смог ему помочь с трудоустройством в Капеллу. Также Бервальду отказали в должности музыкального руководителя Уппсальского университета. В 1850 году Франц Бервальд стал руководителем стекольной мастерской, а позже лесопилки, в провинциальном городке Сандё (на севере Швеции). 22 января 1864 года он был избран в качестве члена (№ 386) Королевской академии музыки. С 1867 преподавал композицию и инструментовку в Стокгольмской консерватории, а также давал частные уроки. Последняя его сценическая работа, «Королева Голконды», была завершена в 1864, а премьера состоялась только в 1968 году, в 100 годовщину со дня смерти композитора.
Франц Бервальд умер 3 апреля 1868 года в Стокгольме. Похоронен там на Норре Бегравнингсплатсен (Северное кладбище). Вторая часть Симфонии № 1 была сыграна на его похоронах.

## Признание
Музыка Бервальда не была по достоинству оценена современниками (из четырёх написанных им симфоний лишь первая была исполнена при жизни композитора). Ныне признан одним из ведущих шведских композиторов-романтиков. Имя композитора носит один из концертных залов Стокгольма — Berwaldhallen.

## Основные произведения

### Симфонии
- Симфония A-dur, фрагмент (1820)
- Симфония № 1 g-moll Sinfonie sérieuse (1841—1842)
- Симфония № 2 D-dur Sinfonie capricieuse (1842)
- Симфония № 3 C-dur Sinfonie singulière (1845)
- Симфония № 4 Es-dur Sinfonie naïve (1845)

### Оркестровые сочинения
- Битва при Лейпциге (Slaget vid Leipzig, 1828)
- Игры эльфов (Elfenspiel, 1841)
- Фуга Es-dur (1841)
- Ernste und heitere Grillen (Allvarliga och muntra infall, 1842)
- Воспоминание о норвежских горах (Minnen från norska fjällen, 1842)
- Праздник баядерок (Bajadärfesten, 1842)
- Wettlauf (1842)
- Большой полонез (Stor polonaise, 1843)

### Инструментальная музыка
- Тема с вариациями для скрипки с оркестром B-dur (1816)
- Скрипичный концерт cis-moll (1820)
- Концертая пьеса для фагота с оркестром (1827)
- Концерт для фагота с оркестром (1827)
- Фортепианный концерт D-dur (1855)

### Камерная музыка
- Соната для виолончели и фортепиано d-moll (1858)
- Концертино для скрипки и фортепиано (написан для Кристины Нильсон) (1859)
- Концертный дуэт для двух скрипок, 1822
- Квартет для фортепиано и духовых Es-dur (1819)
- Фортепианный квартет Es-dur (1819)
- Фортепианный квинтет № 1 c-moll (1818)
- Фортепианный квинтет № 2 A-dur (1818)
- Фортепианный квинтет A-dur, фрагмент (1850)
- Фортепианное трио № 0 C-dur (1845)
- Фортепианное трио № 1 Es-dur (1849)
- Фортепианное трио № 2 f-moll (1851)
- Фортепианное трио № 3 d-moll (1851)
- Фортепианное трио № 4 C-dur (1853)
- Фортепианное трио Es-dur, фрагмент (1849)
- Фортепианное трио C-dur, фрагмент (1850)
- Септет B-dur (1828)
- Струнный квартет № 1 g-moll (1818)
- Струнный квартет № 2 a-moll (1849)
- Струнный квартет № 3 Es-dur (1849)
- Соната для скрипки и фортепиано D-dur (1857-60)

### Песни
- Три песни (1817) (Glöm ej dessa dar, Lebt wohl ihr Berge, A votre age)
- Vaggvisa («Ute blåser sommarvind»), текст: Самуэль Юхан Хедборн (1819)
- Aftonrodnan, текст: Георг Ингельгрен (1819)
- Jag minnes dig, текст: Фридрих Маттисон) (1819)
- Serenad, кантата для тенора и шести духовых инструментов (1825)
- Dröm, текст: Людвиг Уланд (1833)
- Des Mädchens Klage, текст: Фридрих Шиллер
- Blomman, текст: Йохан Людвиг Рунеберг (1842)
- Svensk folksång («Svenska folk i samdrägt sjung»), текст: Герман Сетерберг (1844)
- Östersjön, (1859) текст: Оскар Фредрик (будущий король Оскар II)
- Eko från när och fjärran для сопрано и кларнета (1865)

### Хоровая музыка
- Gebet der Pilger um heiligen Gnade для мужского хора, духовых и струнных (до 1844)
- Effecit Gaudium для двух хоров
- Konung Karl XII:s Seger vid Narva для четырёх теноров и духовых (1845)
- Gustaf Adolf den Stores Seger och Död vid Lützen для солиста, хора, духовых и органа (1845)
- Nordiska Fantasie-bilder для солиста, хора, духовых и органа (1846)
- Gustaf Vasas färd till Dalarne (1849)
- Apoteose till firande av 300 årsminnet af Shakespeares födelse (1864)

### Для музыкального театра
- Опера «Эстрелла Сорийская» (Estrella de Soria, 1841)
- Оперетта «Jag går i kloster» (1842)
- Оперетта «Modehandlerskan» (1842)
- Оперетта «Ein ländliches Verlobungsfest in Schweden»
- Опера «Drottningen av Golconda» (1864)

### Неоконченные и утраченные сочинения
- Юмористическое каприччио для оркестра (Ein humoristisches Capriccio, 1841)
- Опера «Густав Ваза» (1828, фрагменты)